# Pyrophosphate

Anion pyrophosphate ou PPi.

Les pyrophosphates (appelés aussi « diphosphates ») sont l'anion (base conjuguée), les sels et les esters de l'acide pyrophosphorique.
Les pyrophosphates sont constitués de deux molécules de phosphate condensées. Ils sont constitués autour d'une liaison P-O-P de type anhydride d'acide (formule semi-développée (O3P)–O–(PO3)4−). Les esters sont constitués autour d'une liaison de type C–O–P (formule semi-développée R–O–(PO2)–O–(PO3)3−).

## Synthèse
Les pyrophosphates sont formés en chauffant des phosphates (hydrogénophosphates) ; ils tirent ainsi leur nom de cette origine (le préfixe pyro en grec signifiant feu).
{\displaystyle \mathrm {2\ HPO_{4}^{2-}\longrightarrow (P_{2}O_{7})^{4-}+H_{2}O} }

## Exemples
| Nom                                                    | Formule   | Numéro E |
| ------------------------------------------------------ | --------- | -------- |
| Dihydrogénopyrophosphate de disodium                   | Na2H2P2O7 | E450i    |
| Hydrogénopyrophosphate de trisodium                    | Na3HP2O7  | E450ii   |
| Pyrophosphate de tétrasodium (pyrophosphate de sodium) | Na4P2O7   | E450iii  |

| Nom                             | Formule |
| ------------------------------- | ------- |
| Pyrophosphate de diméthylallyle |         |
| Adénosine diphosphate           |         |

## Rôle biochimique
Les pyrophosphates ont un rôle majeur dans les processus de transfert d'énergie dans les cellules vivantes. Les anions pyrophosphates inorganiques HP2O3−
7, abrégés en PPi à l'instar des phosphates inorganiques, sont par exemple formés par l'hydrolyse de l'ATP en AMP :
ATP + H2O → AMP + PPi + H+            ΔrG° = −45,6 kJ/mol.

## Utilisation
Les pyrophosphates sont parfois utilisés comme arômes dans l'industrie de la nourriture pour chats, dans la mesure où ces derniers sont instinctivement très attirés par ces substances.